# Dendroxena
Genre
Dendroxena est un genre d'insectes de l'ordre des coléoptères, de la famille des silphidés. Il comprend deux espèces. Ces insectes sont charognards et prédateurs.

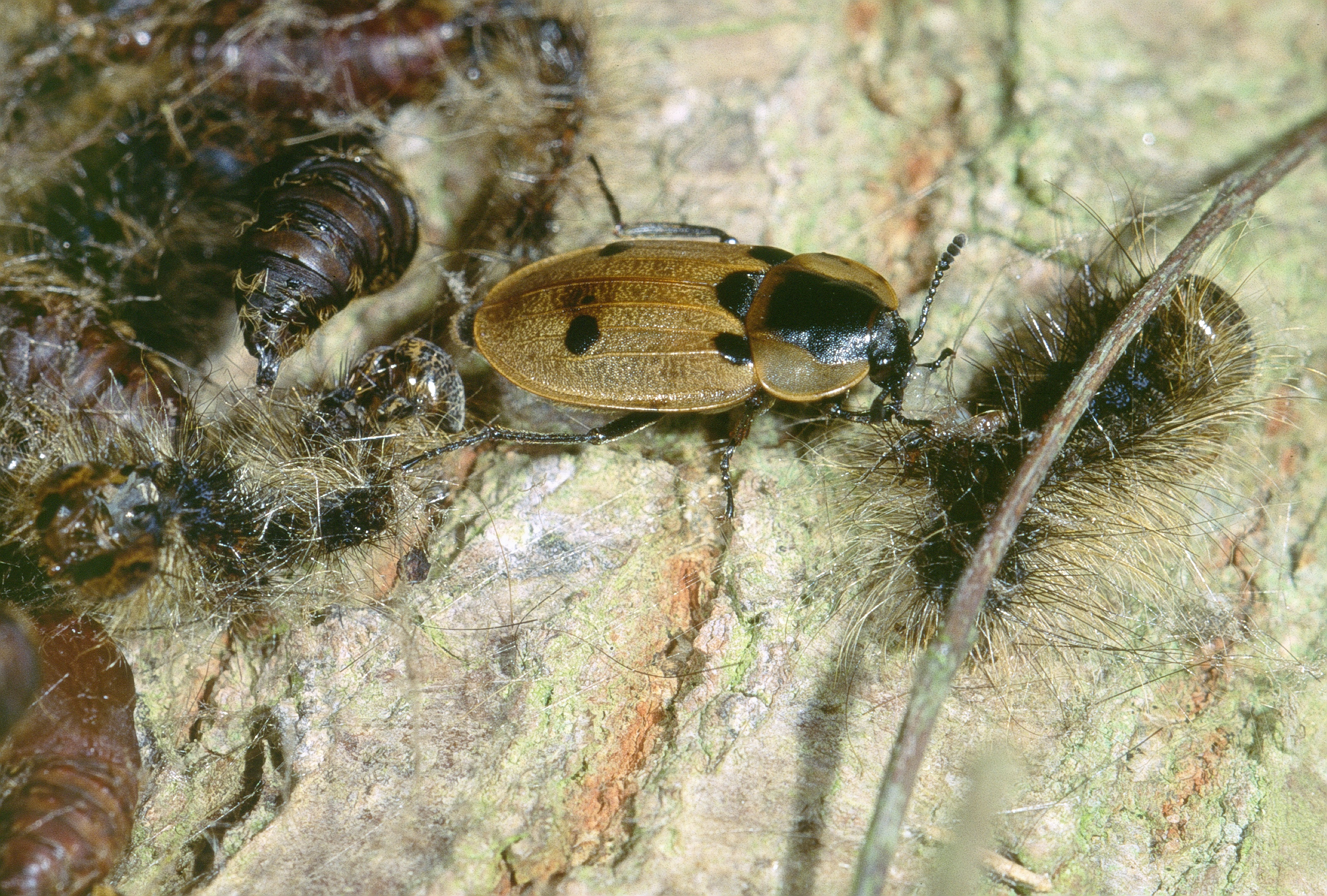
Dendroxena quadrimaculata en train de dévorer des chenilles et chrysalides de Bombyx disparate lors d'une infestation d'une partie de la forêt de Grimbosq, Calvados, en 1993.

## Liste d'espèces[1]
- Dendroxena quadrimaculata (Scopoli, 1772) - seule espèce européenne
- Dendroxena sexcarinata Motschulsky, 1860